# Чезано (Рим)
Чезано (итал. Cesano) је насеље у Италији у округу Рим, региону Лацио.
Према процени из 2011. у насељу је живело 6549 становника. Насеље се налази на надморској висини од 189 м.